# 17929 Sully
17929 Sully è un asteroide della fascia principale. Scoperto nel 1999, presenta un'orbita caratterizzata da un semiasse maggiore pari a 2,548347 UA e da un'eccentricità di 0,169479, inclinata di 15,432158° rispetto all'eclittica. Ha un diametro di 5,433 km, un periodo di rotazione di 4,443 ore e un'albedo di 0,217.
Fa parte della famiglia di asteroidi Maria.
Brandon Sullivan, soprannominato Sully, ha fatto da mentore a un finalista del Regeneron Science Talent Search del 2020, una competizione scientifica per studenti dell'ultimo anno delle scuole superiori. Insegna alla Wellington School di Columbus, Ohio.